# Plan (Kartografie)
Der Plan ist in der Kartografie eine großmaßstäbige (detailreiche) Karte, die wegen der großen Darstellung der beinhalteten Objekte ohne wesentliche Vereinfachung bzw. fast ohne Generalisierung auskommt.
Kartografische Pläne dienen u. a. folgenden Zwecken (Reihenfolge in wachsendem Maßstab):
- übersichtliche Darstellung einer größeren Siedlung: Stadtplan, Übersichtsplan, Straßenplan
- Darstellung eines durch eine kommunale Planung angestrebten Zustandes: Bebauungsplan, Flächennutzungsplan
- Darstellung des Geländes, großer technischer Anlagen oder Besitzverhältnisse: z. B. Lageplan, Höhenlinien- oder Geländeplan, Katasterplan, Bestandsplan, Gleisplan
- Darstellung einer örtlichen Situation im Gelände oder eines Gebäudes durch einen stark vergrößerten Ausschnitt für einen Einreichplan oder die Absteckung, Weg- oder Punktbeschreibungen usw.

Pläne der letztgenannten zwei Arten haben in der Regel Maßstäbe größer als 1:5000 (Kataster- und Bestandspläne bis 1:1000 oder 500, Absteckungen etwa 1:200).
In Maßstab und Inhalt ist hier ein fließender Übergang zu den bautechnischen Plänen wie Bauzeichnung oder technische Zeichnung festzustellen.